# الأزمة في فنزويلا
بدأت أزمة اجتماعية واقتصادية وسياسية في فنزويلا في عام 2010 تحت رئاسة هوغو تشافيز واستمرت تحت الرئاسة الحالية لنيكولاس مادورو. الوضع الحالي هو أسوأ أزمة اقتصادية في تاريخ فنزويلا وأحد أسوأ الأزمات في الأمريكتين، مع تضخم جامح وارتفاع الجوع والمرض والجريمة والوفيات والهجرة الهائلة للبلاد. قال المراقبون والاقتصاديون إن الأزمة ليست نتيجة صراع أو كارثة طبيعية، بل عواقب السياسات الشعوبية التي بدأت في ظل الثورة البوليفارية لإدارة تشافيز، مع ذكر مؤسسة بروكينغز بأن «فنزويلا أصبحت بحق مثالاً رئيسًا على الكيفية التي يمكن أن يؤدي بها الفساد وسوء الإدارة الاقتصادية والحكم غير الديمقراطي إلى معاناة واسعة النطاق».
في الثاني من يونيو 2010، أعلن الرئيس تشافيز «حرباً اقتصادية» بسبب النقص المتزايد في فنزويلا. اشتدت الأزمة في ظل حكومة مادورو، وتفاقمت بسبب انخفاض أسعار النفط في أوائل عام 2015 وانخفاض في إنتاج النفط بسبب نقص الصيانة والاستثمار. فشلت الحكومة في خفض الإنفاق في مواجهة انخفاض عائدات النفط وتعاملت مع الأزمة من خلال إنكار وجودها وقمع المعارضة بعنف. الفساد السياسي، والنقص المزمن في الغذاء والدواء، وإغلاق الشركات، والبطالة، وتدهور الإنتاجية، والاستبداد، وانتهاكات حقوق الإنسان، وسوء الإدارة الاقتصادية الصارخ والاعتماد الشديد على النفط ساهم أيضا في تفاقم الأزمة.
كان الانكماش في الناتج المحلي الإجمالي الوطني والناتج المحلي الإجمالي للفرد في فنزويلا بين عامي 2013 و 2017 أكثر حدة من الولايات المتحدة خلال فترة الكساد الكبير أو في روسيا وكوبا وألبانيا بعد انهيار 'الاتحاد السوفياتي. في السنوات الأخيرة، ارتفع معدل التضخم السنوي لأسعار المستهلك بمئات وآلاف من النقاط المئوية بينما تقلص الاقتصاد بنسبة 20% تقريبًا في السنة.
لقد أثرت الأزمة على حياة المواطن الفنزويلي المتوسط على جميع المستويات. وبحلول عام 2017، تفاقم الجوع إلى حد فقد فيه ما يقرب من 75% من السكان أكثر من 8 كجم (أكثر من 19 رطلاً) من الوزن في المتوسط، وكان ما يقرب من 90% من السكان يعيشون في فقر وأكثر من نصفهم لم يكن لديهم دخل كافٍ لتلبية احتياجاتهم الغذائية الأساسية.
منذ بداية الأزمة حتى عام 2017، غادر البلاد أكثر من 2.3 مليون فنزويلي. تحتل فنزويلا المرتبة الأولى في العالم في معدل جرائم القتل، حيث قُتل 90 شخصًا لكل 100.000 شخص في عام 2015 (مقارنة بـ 5.35 لكل 100.000 في الولايات المتحدة أو 1.68 لكل 100.000 في كندا)، مما يجعلها واحدة من أكثر الدول عنفا في العالم.

## خلفية

### فترة رئاسة تشافيز
انتُخب هوغو تشافيز رئيسًا لفنزويلا للمرة الأولى في العام 1998. نجم عن ازدياد أسعار النفط، في بدايات العقد الأول من القرن الواحد والعشرين، مستويات للتمويل لم يُشهد لها مثيل في في فنزويلا سوى في ثمانينيات القرن العشرين. انطلاقًا من نيته المحافظة على السلطة السياسية عبر البرامج الاجتماعية، أسس تشافيز البرامج البوليفارية، التي هدفت إلى تقديم الخدمات العامة لتحسين الظروف الاقتصادية، والثقافية، والاجتماعية. وفقًا لما ذكره كوراليس وبينفولد، «وصلت المعونات إلى بعض الفقراء، بصورة أدت على نحو خطير إلى مساعدة الرئيس وحلفائه وأزلامه أكثر من أي جهة أخرى». رغم ذلك، انخفضت نسبة الفقر بأكثر من 20% بين الأعوام 2002 و2008. تطلّبت البرامج البوليفارية إنشاء ألوف العيادات الطبية المجانية للفقراء، وسن قوانين الإعانات الغذائية والسكنية. أشار تقرير لمنظمة الدول الأمريكية في العام 2010 إلى تحقيق إنجازات ملموسة في مجالات محو الأمية، وإحراز مكاسب اقتصادية واجتماعية وأوجه تقدم في النظام الصحي، ومحاربة الفقر. ووفقًا لمؤشر الأمم المتحدة، تحسنت جودة معيشة المواطنين الفنزويليين. كتبت تيريزا إيه ميد بأن شعبية تشافيز اعتمدت بشكل رئيسي على «الطبقات الدنيا التي استفادت من تلك المبادرات الصحية وغيرها من السياسات». على كل حال، بدأت فنزويلا بمواجهة صعوبات اقتصادية بسبب سياسات تشافيز الشعبوية، وفي 2 يونيو 2010، أعلن تشافيز «الحرب الاقتصادية».
اعتمدت السياسات الاجتماعية التي أطلقتها حكومة تشافيز بشكل رئيسي على منتجات النفط، التي كانت حجر الأساس في الاقتصاد الفنزويلي، الأمر الذي أدى إلى حدوث ظاهرة المرض الهولندي الاقتصادية، وفقًا لهافير كوراليس. مع نهاية العقد الأول من القرن الواحد والعشرين، ثبت عدم استدامة الإجراءات الاقتصادية التي اتخذتها حكومة تشافيز طوال ذلك العقد، مثل المغالاة في الإنفاق، وتحديد الأسعار. راح اقتصاد فنزويلا يترنّح في حين ارتفعت نسبة الفقر، والتضخم، والعجز الاقتصادي في فنزويلا.
وفقًا لمارتينيز لازارو، أستاذ الاقتصاد في معهد إمبريسا في كلية الاقتصاد بجامعة مدريد، فإن المحن الاقتصادية التي استمرت تعصف بفنزويلا في عهد مادورو كانت لِتحدث حتى مع وجود تشافيز في السلطة. في بداية العام 2013، بعد وفاة تشافيز بفترة قصيرة، ذكرت مجلة الفورين بوليسي أنه أيًا كان خليفة تشافيز، فإنه «سيرث واحدًا من أكثر الاقتصادات المصابة بالاختلال الوظيفي في الأمريكتين –وفي الفترة التي استحقّ فيها دفع فاتورة سياسات الرئيس الراحل».

### فترة رئاسة مادورو
بعد وفاة تشافيز في العام 2013، أصبح نكيولاس مادورو رئيسًا للبلاد، بعد انتصاره على منافسه إنريكيه كابريليس رادونسكي بحصوله على 235.000 صوتًا أكثر في الانتخابات، أي بهامش 1.5%. استمر مادورو بتطبيق معظم السياسات الاقتصادية التي نفذها سلفه تشافيز. عند تسلّمه مقاليد السلطة، واجهت إدارة مادورو نسبة تضخم عالية وعجزًا كبيرًا في السلع، وهي الأزمات التي خلّفتها سياسات تشافيز.
ألقى مادورو باللوم على المضاربة الرأسمالية بتسبيبها ارتفاع معدلات التضخم وإحداث عجز شامل في ضروريات الحياة الأساسية. قال مادورو بأنه يخوض «حربًا اقتصادية»، في إشارة إلى الإجراءات الاقتصادية المنفّذة حديثًا تحت اسم «الهجمات الاقتصادية» ضد الخصوم السياسيين، الذين يتهمهم مادورو وأنصاره بأنهم جزء من مؤامرة اقتصادية دولية تستهدف فنزويلا. تعرض مادورو للانتقاد بسبب تركيزه على مخاطبة الرأي العام، بدلًا من الالتفات إلى الأزمات العملية التي حذر خبراء الاقتصاد بشأنها، أو الانكباب على إيجاد أفكار لتحسين آفاق فنزويلا الاقتصادية.
بحلول العام 2014، دخلت فنزويلا في ركود اقتصادي، وفي العام 2016، بلغ معدل التضخم الاقتصادي فيها 800%، الأعلى في تاريخ البلاد.
في مارس 2019، ذكرت صحيفة وول ستريت جورنال بأن «السيد مادورو لطالما لجأ إلى استغلال توزيع الأطعمة وغيرها من المعونات الحكومية للضغط على الفنزويليين الفقراء للاشتراك بالمظاهرات المؤيدة للحكومة ولدعمه خلال الانتخابات مع تفاقم حالة الانهيار الاقتصادي للبلاد». في نهاية العام 2019، كتبت الإيكونوميست بأن حكومة مادورو «حصلت على أموال إضافية عبر بيع الذهب (من مناجم غير قانونية ومن احتياطي البلاد) وعائدات المخدرات».

### الانتخابات والاحتجاجات منذ العام 2017
منذ العام 2010، رزحت فنزويلا تحت وطأة أزمة اجتماعية-اقتصادية خانقة تحت حكم مادورو، وبصورة قصيرة في عهد سلفه تشافيز. نتيجة لعدم الرضا عن الحكومة، انتُخبت المعارضة بالأغلبية في الانتخابات البرلمانية في العام 2015 في الجمعية الوطنية؛ بعد ذلك عمدت الجمعية الوطنية في سنتها الأخيرة، والتي تألفت من المسؤولين البوليفاريين، عمدت إلى ملء محكمة العدل العليا، وهي أعلى محكمة في فنزويلا، بحلفاء مادورو.
في العام 2017 أعلن مادورو عن تنصّله من الجمعية الوطنية في العام 2017، الأمر الذي أدى إلى نشوب الأزمة الدستورية الفنزويلية في ذلك العام. بحلول العام 2018، اعتبر البعض الجمعية الوطنية المؤسسة «الشرعية» الوحيدة المتبقية في البلاد، وذكرت منظمات حقوق الإنسان بأنه لم يكن هناك ثمة رقابة مؤسسية مستقلة على السلطة الرئاسية. بعد الأزمة الدستورية والضغط المتنامي لحظر المرشح الرئاسي المعارض إنريكيه كابريليس من مزاولة السياسة لمدة 15 عامًا، تكثفت حدة الاحتجاجات لتصل إلى درجة أكثر «عدوانية» منذ بدايتها في العام 2014. خلال سلسلة الاحتجاجات، تظاهر بين 2.5 مليون إلى 6 ملايين متظاهر في كبرى الاحتجاجات الفنزويلية في العام 2017. في 1 مارس 2017، وبعد شهر من الاحتجاجات التي أسفرت عن مقتل 29 متظاهرًا على الأقل، دعى مادورو إلى إنشاء جمعية وطنية تأسيسية لتصوغ دستورًا جديدًا لاستبدال دستور العام 1997 الذي وُضعت بنوده في عهد تشافيز. استند مادورو في دعوته إلى المادة 347، وذكر بأن دعوته تلك لصياغة دستور جديد للبلاد باتت أمرًا ملحًا لمجابهة تحركات المعارضة. لم يكن من المقرر انتخاب أعضاء الجمعية التأسيسية في انتخابات مفتوحة، ولكن يتم اختيارهم من المنظمات الاجتماعية الموالية لمادورو، وهو ما سيسمح لمادورو البقاء في السلطة خلال الفترة الانتقالية، وعدم إقامة انتخابات الرئاسة في العام 2018، نظرًا لأن دعوة مادورو تستلزم عامين لتدخل في حيز التنفيذ.
اعتبرت العديد من الدول دعوة مادورو محاولةَ منه للبقاء في السلطة مدى الحياة، وصرحت أكثر من 40 دولة وكيانات فوق وطنية، مثل الاتحاد الأوروبي، والسوق المشتركة الجنوية (ميركوسور)، ومنظمة الدول الأمريكية أنها لن تعترف بالجمعية الوطنية التأسيسية المُنشأة في العام 2017. قاطعت طاولة الوحدة الديمقراطية، المعارضة للحزب الحاكم وقتها، الانتخابات، قائلة بأن  الجمعية الوطنية التأسيسية كانت «خدعة لتثبيت الحزب الحاكم الحالي في السلطة». نظرًا لعدم اشتراك المعارضة في الانتخابات، فاز تحالف القطب الوطني الكبير، والذي يهيمن عليه الحزب الاشتراكي الموحد الفنزويلي الحاكم، تقريبًا بجميع المقاعد في الجمعية بشكل تلقائي.  دعت الدول الحليفة لمادورو، مثل بوليفيا، وإلسلفادور، وكوبا، ونكياراغوا، وروسيا، وسوريا، القوى الأجنبية إلى عدم التدخل في السياسة الفنزويلية وهنأت الرئيس مادورو بالفوز.
أدت الجمعية الوطنية التأسيسية القسم في 4 أغسطس 2017، وأعلنت عن نفسها في اليوم التالي كجهاز حكومي بأعلى سلطة في فنزويلا، وحظرت الجمعية الوطنية التي تتزعمها المعارضة من اتخاذ أي إجراءات من شأنها عرقلة عمل الجمعية التأسيسية، وراحت تنفذ إجراءات «دعمًا وتضامنًا» مع الرئيس مادورو، وبشكل فعلي تجرّد الجمعية الوطنية من جميع سلطاتها.
دعا مارودو في فبراير، 2018، إلى انتخابات رئاسية قبل الموعد المحدد بأربعة أشهر. أعلن فوزه في مايو، 2018، بعد منع عدة أحزاب رئيسية معارضة من المشاركة، وهي واحدة من عدة مخالفات أخرى؛ قال كثيرون إن الانتخابات كانت باطلة. قال السياسيون داخليًا ودوليًا إن مادورو لم ينتخب بشكل شرعي، واعتبروه ديكتاتورًا غير كفؤ. تعرض مادور في الأشهر التي سبقت تنصيبه في العاشر من يناير عام 2019 لضغوط لحمله على التنحي من قبل دول وهيئات من ضمنها مجموعة ليما (ما عدا مكسيكو)، والولايات المتحدة ومنظمة الدول الأمريكية؛ زاد هذا الضغط بعد أن أدت الجمعية الوطنية الجديدة في فنزويلا القسم الدستوري في 5 يناير، 2019.
بلغت الأزمة الرئاسية الفنزويلية ذروتها في عام 2019 عندما صرحت الجمعية الوطنية بأن نتائج الانتخابات الرئاسية في مايو، 2018، كانت ملغية وأعلنت أن رئيس الجمعية الوطنية خوان غوايدو هو الرئيس التمثيلي، واستشهدت بعدة بنود من الدستور الفنزويلي.

### الفساد
يعد الفساد مرتفعًا في فنزويلا وفقًا لمؤشر مدركات الفساد لمنظمة الشفافية الدولية وهو منتشر على عدة مستويات في المجتمع. في حين أنه من الصعب قياس الفساد بشكل موثوق، صنفت منظمة الشفافية الدولية فنزويلا في عام 2018 بين أكثر 13 بلد فاسد من أصل 180، متعادلة مع العراق، لكن متقدمة على أفغانستان وبوروندي وغينيا الاستوائية وغينيا، وكوريا الشمالية، وليبيا، والصومال، وجنوب السودان، والسودان وسوريا واليمن. بين استطلاع أجري في عام 2016 أن 73% من الفنزويليين يعتقدون أن شرطتهم فاسدة. قالت منظمة لاتينوبارومترو في تقرير لها عام 2018 أن 65% من الفنزويليين كانوا يعتقدون أن رئيسهم كان متورطًا بالفساد، ونسبة 64% منهم اعتقدت أن مسؤولي الحكومة كانوا فاسدين. أشارت الجماعات المتحالفة مع المعارضة إلى الاستياء من الفساد على أنه واحد من أسباب الاحتجاجات في فنزويلا عام 2014. اندفع اقتصاد فنزويلا، الذي كان غنيًا في يوم من الأيام، إلى أزمة اقتصادية وسياسية بفعل الفساد وسوء الإدارة.

## الاحتياجات الأساسية

### الفقر
ذكرت صحيفة وول ستريت جورنال في مارس عام 2019 أن الفقر كان ضعف ما كان عليه في عام 2014. أشارت دراسة من جامعة أندرياس بلو الكاثوليكية إلى أن ما لا يقل عن 8 ملايين فنزويلي لم يكن لديهم ما يكفيهم من الغذاء. قدر تقرير للأمم المتحدة في مارس، 2019، أن 94% من الفنزويليين يعيشون في فقر، وأن ربع الفنزويليين يحتاجون شكلًا من أشكال المساعدة الإنسانية.

### الغذاء والمياه
تستورد فنزويلا أكثر من 70 من غذائها؛ أصبحت فنزويلا معتمدة بشكل كبير على واردات الطعام لدرجة أنه لم يكن لديها القدرة على تحمل النفقات عندما انخفض سعر النفط في عام 2014. وفقًا لقناة الجزيرة، فإن تشافيز فرض السيطرة العسكرية على الغذاء، وأمم الجزء الأكبر من الصناعة والتي أهملت بعد ذلك، مؤدية إلى عجز في الإنتاج. في ظل «نقص الإمدادات الغذائية» عين مادورو ضباطًا ليكونوا مسؤولين عن كل شيء من الزبدة إلى الأرز. أصبح الإتجار بالأغذية مربحًا مع استلام الجيش لمسؤوليته، وشاعت الرشاوى والفساد، ولم يصل الطعام إلى المحتاجين. تستورد الحكومة أغلب الطعام الذي تحتاجه البلاد، ويسيطر عليه الجيش، والسعر المدفوع مقابل الطعام أعلى مما تبرره (تفسره) أسعار السوق. كان الفنزويليون وفقًا للجزيرة «يمضون يومهم بالكامل ينتظرون في الصفوف» لشراء حصص الطعام، وكان «قسم الأطفال مليئًا بالأطفال ناقصي الوزن، وبدأ البالغون من الطبقة الوسطى سابقًا بالبحث ضمن حاويات القمامة عن الخردة».
أدت عدة عوامل أخرى إلى حدوث حالات عجز: هبطت الواردات على مدى عامين حتى نهاية عام 2017 بنسبة ثلثين؛ جعل التضخم المفرط الغذاء باهظ الثمن بالنسبة لكثير من الفنزويليين؛ وبالنسبة لأولئك الذين يعتمدون على صناديق الطعام التي توفرها الحكومة، «فإنها لا تصل إلى جميع الفنزويليين الذين يحتاجونها، وكان توفير الصناديق متقطعًا، وغالبًا ما يرتبط الحصول عليها بالدعم السياسي للحكومة».
أصبح الفساد يشكل مشكلة في توزيع الطعام. يقول مدير العمليات في إحدى شركات استيراد الغذاء «إنه يدفع لقائمة طويلة من المسؤولين العسكريين على كل شحنة من الطعام يجلبها من الولايات المتحدة. إنها سلسلة غير منقطعة من دفع الرشاوي منذ دخول شحنتك حتى إخراج الطعام في الشاحنات». ينكر ملازم في الحرس الوطني هذه التهمة قائلًا إن الفساد كان ليكون في وضع أسوأ لولا تدخل الجيش؛ وتقول الحكومة والمسؤولون العسكريون إن المعارضة تبالغ في مشكلة الفساد من أجل مصالحها. قال الضابط المتقاعد أنطونيو ريفيرو «إن مادورو يحاول منع الجنود من أن يجوعوا ويتم بالتالي إغراؤهم للمشاركة في الانتفاضة ضد حكومة تنخفض شعبيتها بشكل متزايد»، وأضاف أن استخدام الجيش للسيطرة على توزيع الطعام «استنزف الشعور بالتمرد من القوات المسلحة»، وذلك من خلال إعطاء الجنود حق الوصول إلى الغذاء الذي يحرم الآخرون منه، بالتالي سبب الفساد الناتج نقصًا متزايدًا بالنسبة لعامة الشعب.
تورطت الكولكتيفو أو المجموعات أيضًا في تهريب الأغذية، وبيعها في السوق السوداء؛ وأخبر أحد قادة الكولكتيفو صحيفة إن سايت كرايم، إن تهريب الغذاء والأدوية مربح مثل تهريب المخدرات، لكنه يحوي مخاطر أقل. مع وجود صلات غامضة للحكومة بالأمر، تقول الواشنطن بوست «أعطي البعض مسؤولية توزيع طرود الغذاء الحكومية في مناطق فقيرة- مما منحهم السيطرة على الأحياء الجائعة».
ذكرت وكالة أسوسييتد برس أن الناس يتجمعون كل مساء في وسط مدينة كاراكاس بحثًا عن الطعام الملقى على الرصيف؛ الناس عاطلون عن العمل في العادة، لكن «ينضم إليهم في كثير من الأحيان مالكو الشركات الصغيرة، وطلاب الجامعات وأصحاب المعاشات التقاعدية- وهم الناس الذين يعتبرون أنفسهم من الطبقة الوسطى على الرغم من أن مستويات معيشتهم سحقت بسبب التضخم إلى ثلاثة أرقام، وبسبب نقص الأغذية وانهيار العملة. ذكر أحد المسؤولين عن جمع النفايات في ماراكايبو أن معظم أكياس القمامة التي يتلقاها قد مرت على أشخاص يبحثون عن الطعام. أفاد أحد مكبات النفايات بالعثور على أجزاء من حيوانات مقطعة، «كالكلاب والقطط والحمير والأحصنة والحمام»، ويوجد أدلة على أن الناس يأكلون الحيوانات الضارية مثل النمل وطيور النحام والنسور والسحالي.
وفقًا لهيومن رايتس ووتش، «ينتشر الجوع وسوء التغذية والنقص الحاد في الغذاء في جميع أنحاء فنزويلا». أخبر الأطباء في 21 مستشفى حكومي ينتشرون في 17 ولاية فنزويلية صحيفة نيويورك تايمز إن «غرف الطوارئ كانت تمتلئ بالأطفال الذين يعانون من سوء التغذية- وهي حالة نادرًا ما واجهوها قبل بدء الأزمة الاقتصادية»، وإن «المئات قد ماتوا». ردت الحكومة «بتعتيم شبه كامل على الإحصاءات الصحية، وبخلق ثقافة يخاف الأطباء فيها من تسجيل حالات أو وفيات قد تكون مرتبطة بالفشل الحكومي».
قالت منظمة الغذاء والزراعة التابعة للأمم المتحدة إن أقل من 5% من الفنزويليين كانوا يعانون من نقص التغذية بين عامي 2008 و2013، لكن ذلك العدد أصبح أكثر من الضعف ليصل 12% منذ عام 2015 حتى عام 2017، لتمثل تلك النسبة نحو 3.7 مليون شخص. بين استطلاع للرأي أجري في عام 2016 أن نحو ثلاثة أرباع السكان قالوا إنهم فقدوا بسبب التغذية غير الصحيحة وسطيًا 8.7 كغ (19.4 رطل) و64% منهم قالوا إنهم خسروا 11 كغ (24 رطل) في عام 2017. بين استطلاع للرأي في عام 2016 شمل 1200 فنزويلي أن النصف تقريبًا أصبحوا غير قادرين على الأكل ثلاث مرات في اليوم؛ تلوم الحكومة على ذلك «حرب اقتصادية» تقول إن المعارضة هي التي تشنها.
قال تقرير صادر عن الأمم المتحدة إنه بسبب نقص المياه والنظام الصحي، فإن 4.3 مليون فنزويلي يحتاجون المساعدة في عام 2019.
خلال انقطاع التيار الكهربائي في فنزويلا الذي بدأ في 7 مارس، كان نظام توزيع المياه يعاني أيضًا من القصور. قال خوسيه دي فيانا، المهندس والرئيس السابق لهيدروكابيتال، شركة المياه المحلية في كاراكاس، إن 90% من محطات توليد الطاقة الكهربائية التي تعمل كاحتياطي في حال انقطاع الكهرباء معطلة بسبب عدم وجود صيانة، أو أنها قد فصلت ببساطة، و«إن أهم المراكز السكانية في البلاد لم تمتلك أي إمدادات مائية لأكثر من أربعة أيام». وفقًا لصحيفة واشنطن بوست، قال المحللون إن ثلثي السكان الفنزويليين (20 مليون) كانوا بدون مياه، بشكل جزئي أو دائم، في الأسابيع التالية لانقطاع الكهرباء. اندفع الناس إلى نهر غوير الملوث في وسط كاركاس لتعبئة الأوعية البلاستيكية بالمياه الملوثة، أو جمعوا المياه من الجداول في حديقة إلأفيلا الوطنية. حاول آخرون الحصول على المياه من مجاري الصرف الصحي في المدينة. كان الناس في ولاية لارا يستحمون في المجاري. قال رئيس قسم الأمراض المعدية في مستشفى كاراكاس الجامعي، ماريا يوجينيا لانديتا، إن فرصة إصابة الناس بعدوى بكتيرية تزداد بدون الحصول على مياه نظيفة، وإن الأطباء لاحظوا أثناء انقطاع التيار الكهربائي «ارتفاع في حالات الإسهال، وحمى التيفوئيد والتهاب الكبد أ»، في حين أن المياه غير المعقمة وانعدام النظافة كانت عاملًا مساهمًا في التهابات ما بعد الولادة. بقي مستشفى الجامعة شهورًا بدون مياه أو إمدادات طاقة يمكن الاعتماد عليها، وكان يعتمد على خزانات المياه ومولدات الكهرباء.

### الفساد
يرتفع الفساد في فنزويلا وفقًا لمؤشر مدركات الفساد لمنظمة الشفافية الدولية وهو منتشر في العديد من مستويات المجتمع. في حين يصعب قياس الفساد بشكل موثوق، صنفت منظمة الشفافية الدولية فنزويلا في عام 2018 بين الدول الثلاثة عشر الأكثر فسادًا من بين 180 دولة جرى قياسها، متعادلة مع العراق، ولكن قبل أفغانستان وبوروندي وغينيا الاستوائية وغينيا وكوريا الشمالية وليبيا والصومال وجنوب السودان والسودان وسوريا واليمن. وجد استطلاع عام 2016 أن 73% من الفنزويليين يعتقدون أن شرطتهم فاسدة. قال تقرير لاسيون باروميترو لعام 2018 أن 65% من الفنزويليين يعتقدون أن رئيسهم متورط في الفساد، ويعتقد 64% أن المسؤولين الحكوميين فاسدون. أشارت الجماعات المتحالفة مع المعارضة إلى الاستياء من الفساد كأحد أسباب احتجاجات فنزويلا عام 2014. كان اقتصاد فنزويلا، الذي كان بلدًا غنيًا في يوم من الأيام، مدفوعًا بأزمة سياسية واقتصادية بسبب الفساد وسوء الإدارة.

## الاحتياجات الأساسية

### الفقر
ذكرت صحيفة وول ستريت جورنال في مارس 2019 أن الفقر كان ضعف ما كان عليه في عام 2014. وأشارت دراسة من جامعة أندريس بيلو الكاثوليكية إلى أن ما لا يقل عن 8 ملايين فنزويلي ليس لديهم ما يكفي من الطعام. قدر تقرير للأمم المتحدة في مارس 2019 أن 94% من الفنزويليين يعيشون في فقر، وأن ربع الفنزويليين بحاجة إلى شكل من أشكال المساعدة الإنسانية.

### الغذاء والماء
يستورد أكثر من 70% من أغذية فنزويلا؛ أصبحت فنزويلا شديدة الاعتماد على الواردات الغذائية لدرجة أنها لم تعد قادرة على تحملها عندما انخفض سعر النفط في عام 2014. وفقًا لقناة الجزيرة، أعطى شافيز السيطرة العسكرية على الغذاء، وأمم الكثير من الصناعة، والتي أهملت بعد ذلك، ما أدى إلى الإنتاج النقص. مع تناقص الإمدادات الغذائية، عيّن مادورو الجنرالات المسؤولين عن كل شيء من الزبدة إلى الأرز. مع وجود الجيش المسؤول عن الغذاء، أصبح الاتجار بالأغذية مربحًا، وشاعت الرشاوى والفساد، ولم يصل الطعام إلى المحتاجين. تستورد الحكومة معظم المواد الغذائية التي تحتاجها البلاد، ويتحكم فيها الجيش، والسعر المدفوع مقابل الغذاء أعلى مما تبرره أسعار السوق. كان الفنزويليون يقضون طوال اليوم في الانتظار في طوابير لشراء الطعام المقنن، كانت أجنحة الأطفال مليئة بالأطفال ناقصي الوزن، وبدأ البالغون من الطبقة المتوسطة سابقًا في جمع القمامة في صناديق القمامة، وفقًا لقناة الجزيرة.
أدت عدة عوامل أخرى إلى حدوث نقص: انخفضت الواردات على مدى العامين حتى نهاية عام 2017 بنسبة الثلثين؛ أدى التضخم المفرط إلى ارتفاع تكلفة الغذاء بالنسبة للعديد من الفنزويليين؛ وبالنسبة لأولئك الذين يعتمدون على صناديق الطعام التي توفرها الحكومة، لا تصل هذه الصناديق إلى جميع الفنزويليين الذين يحتاجون إليها، وتوفير الصناديق متقطع، وغالبًا ما يرتبط الاستلام بالدعم السياسي للحكومة.
أصبح الفساد مشكلة في توزيع الغذاء. يقول مدير العمليات في إحدى شركات استيراد المواد الغذائية، إنه يدفع لقائمة طويلة من المسؤولين العسكريين عن كل شحنة من المواد الغذائية التي يأتي بها من... الولايات المتحدة. إنها سلسلة متواصلة من الرشوة منذ وصول سفينتك حتى وصول الطعام في شاحنات. ونفى ملازم بالحرس الوطني هذه التهمة قائلا إن الفساد سيكون أسوأ إذا لم يشارك الجيش. يقول مسؤولون حكوميون وعسكريون إن المعارضة تبالغ في مشكلة الفساد لمصلحتهم الخاصة. قال الجنرال المتقاعد أنطونيو ريفيرو إن مادورو يحاول منع الجنود من الجوع وإغرائهم بالمشاركة في انتفاضة ضد حكومة لا تحظى بشعبية متزايدة، مضيفًا أن استخدام الجيش للسيطرة على توزيع الغذاء استنزف الشعور بالتمرد لدى القوات المسلحة من خلال منح الجنود إمكانية الوصول إلى الطعام الذي حرم الآخرين، ما أدى إلى زيادة الفساد الناتج عن النقص في عامة الناس.
كما تشارك كولكتيفوس في الاتجار بالأغذية وبيعها في السوق السوداء؛ قال أحد قادة كولكتيفوس لموقع إنسايت كرايم أن تهريب الأغذية والأدوية مربح مثل تهريب المخدرات، لكنه ينطوي على مخاطر أقل. مع صلات غامضة بالحكومة، تقول الواشنطن بوست: كُلف البعض بتوزيع طرود الطعام الحكومية في المناطق الفقيرة؛ ما منحهم السيطرة على الأحياء الجائعة.
ذكرت وكالة أسوشيتد برس أن الناس يتجمعون كل مساء في وسط مدينة كاراكاس بحثًا عن الطعام الذي يتم إلقاؤه على الرصيف؛ عادةً ما يكون الأشخاص عاطلين عن العمل، ولكن كثيرًا ما ينضم إليهم أصحاب الأعمال الصغيرة وطلاب الجامعات والمتقاعدون؛ الأشخاص الذين يعتبرون أنفسهم من الطبقة المتوسطة على الرغم من أن مستويات معيشتهم قد تعرضت منذ فترة طويلة للسحق بسبب التضخم المكون من ثلاثة أرقام ونقص الغذاء وانهيار العملة. أفاد مسؤول جمع النفايات في ماراكايبو أن معظم أكياس القمامة التي حصل عليها قد مرت عبر أشخاص يبحثون عن الطعام. أفاد أحد مكبات النفايات بالعثور على أجزاء من الحيوانات المقطوعة، مثل الكلاب والقطط والحمير والخيول والحمام وهناك أدلة على أن الناس يأكلون الحياة البرية مثل النمل وطيور النحام والنسور والسحالي.
قالت هيومن رايتس ووتش إن الجوع وسوء التغذية ونقص الغذاء الحاد منتشر في جميع أنحاء فنزويلا. قال الأطباء في 21 مستشفى حكوميًا في 17 ولاية فنزويلية لصحيفة نيويورك تايمز في عام 2017 إن غرف الطوارئ الخاصة بهم تغمرها أطفال يعانون من سوء التغذية الحاد؛ وهي حالة نادرًا ما واجهوها قبل بدء الأزمة الاقتصادية، وأن المئات ماتوا. استجابت الحكومة بتعتيم شبه كامل للإحصاءات الصحية، وبخلق ثقافة يخشى فيها الأطباء في كثير من الأحيان تسجيل الحالات والوفيات التي قد تكون مرتبطة بإخفاقات الحكومة.
قالت منظمة الأغذية والزراعة التابعة للأمم المتحدة إن أقل من 5% من الفنزويليين كانوا يعانون من نقص التغذية بين عامي 2008 و2013، لكن هذا العدد زاد بأكثر من الضعف، إلى ما يقرب من 12% بين عامي 2015 و2017، ويمثل 3.7 مليون شخص. وجد استطلاع عام 2016 أن ما يقرب من ثلاثة أرباع السكان قالوا إنهم فقدوا في المتوسط 8.7 كيلوغرام و64% قالوا إنهم فقدوا 11 كيلوغرام في عام 2017. أ وجد استطلاع فينباروميترو لعام 2016 الذي شمل 1200 فنزويلي أن نصفهم تقريبًا لم يعودوا قادرين على تناول ثلاث وجبات يومية؛ وتلقي الحكومة باللائمة في ذلك على الحرب الاقتصادية التي يقولون إن المعارضة تشنها.
ذكر تقرير للأمم المتحدة أنه بسبب نقص المياه والصرف الصحي، احتاج 4.3 مليون فنزويلي إلى المساعدة في عام 2019.
خلال انقطاع التيار الكهربائي في فنزويلا لعام 2019 الذي بدأ في 7 مارس، كان نظام توزيع المياه يعاني أيضًا من نقص. قال خوسيه دي فيانا، المهندس والرئيس السابق لشركة هيدروكابيتال للمياه في كاراكاس، إن 90% من محطات الطاقة الحرارية التي تعمل كنسخة احتياطية في حالة انقطاع التيار الكهربائي معطلة بسبب نقص الصيانة، أو ببساطة فُصلت، وأن أهم المراكز السكانية في البلاد [لم يكن لديها] إمدادات مياه لأكثر من أربعة أيام. وفقًا لصحيفة واشنطن بوست، قال محللون إن ثلثي سكان فنزويلا (20 مليون شخص) كانوا بلا ماء جزئيًا أو كليًا في الأسابيع التي أعقبت انقطاع التيار الكهربائي. اجتاح الناس نهر غواير الملوث في وسط كاراكاس لملء الحاويات البلاستيكية بالمياه الملوثة، أو جمع المياه من الجداول في حديقة الأفيلا الوطنية. وحاول آخرون الحصول على المياه من مجاري الصرف الصحي بالمدينة. في ولاية لارا، استحم الناس في المجاري. قالت رئيسة قسم الأمراض المعدية في مستشفى جامعة كاراكاس، ماريا يوجينيا لانديتا، إنه بدون الحصول على المياه النظيفة، تزداد فرصة إصابة الأشخاص بالعدوى البكتيرية، وأن الأطباء لاحظوا أثناء انقطاع التيار الكهربائي زيادة في الإسهال وحمى التيفود والتهاب الكبد أ، في حين ساهم الماء غير المعقم وقلة النظافة في الإصابة بعدوى ما بعد الولادة. يمضي المستشفى الجامعي شهورًا بدون مياه أو إمدادات طاقة يمكن الاعتماد عليها، ويعتمد على خزانات المياه ومولدات الطاقة.

## استشهادات
1. ↑  Venezuela's Living Conditions Survey (ENCOVI) found nearly 75% of the population had lost an average of at least 8.7 kg (19.4 lb) in weight due to a lack of proper nutrition[24]
2. ↑  According to a study published in 2018 by three main Venezuelan universities.[25]
3. ↑  according to the Observatory of Venezuelan Violence [27]